# Tábua de Vênus de Amisaduca
A Tábua de Vênus de Amisaduca são documentos antigos preservados pelo tempo que registravam observações astronômicas de Vênus. As tábuas datam do primeiro milênio antes da era comum e foram escritos em escrita cuneiforme. Acredita-se que esse registro astronômico tenha sido compilado durante o reinado do rei Amisaduca (ou Amizaduga), o quarto governante depois de Hamurabi. Por isso, os estudiosos crêem que as origem do texto datam de meados do século XVII a.C.
O documento registra os tempos da subida de Vênus e sua visibilidade no horizonte, antes ou depois do nascer e pôr do sol, sob a forma de datas lunares. As observações da tábua foram registradas durante um período de 21 anos.